# Robert James Graves
Robert James Graves (ur. 27 marca 1797, zm. 20 marca 1853) – lekarz internista, profesor uniwersytetu w Dublinie, z pochodzenia Irlandczyk.
Od 1827 roku profesor King'sand Queen's College of Physicians w Dublinie. Był członkiem Towarzystwa Królewskiego w Londynie.
W 1835 roku opisał nadczynność tarczycy, która występuje razem z wytrzeszczem oczu. W 1840 roku chorobę tę opisał także Karl Adolph von Basedow, stąd nazwa eponimiczna choroby – choroba Gravesa-Basedowa).